# Diocesi di Plasencia

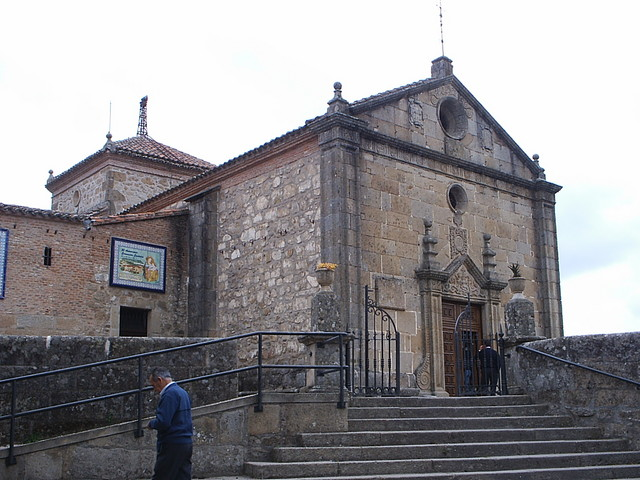
Santuario della Vergine del Puerto, a Plasencia

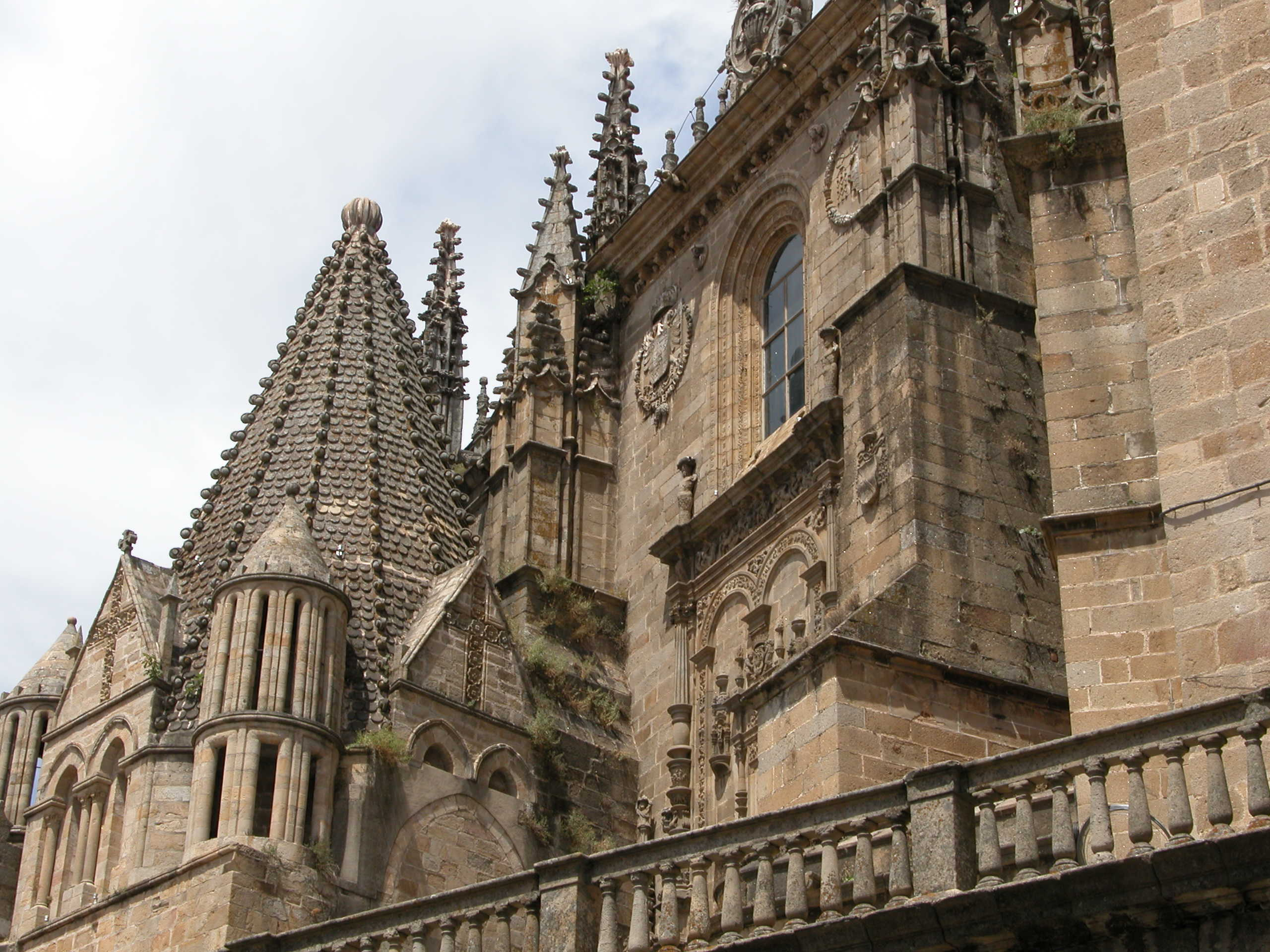
Plasencia: la cattedrale

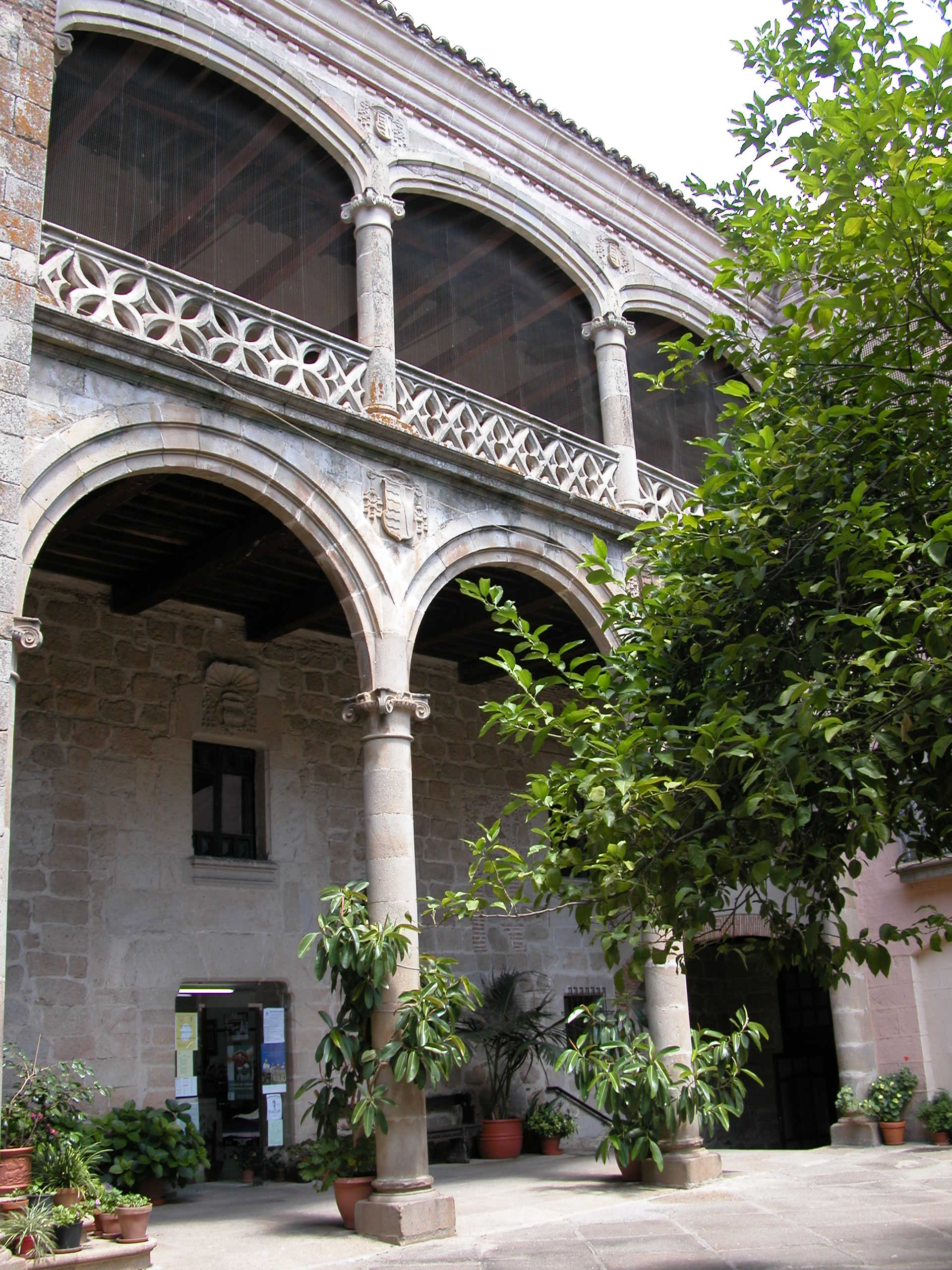
Plasencia: Palazzo del vescovo

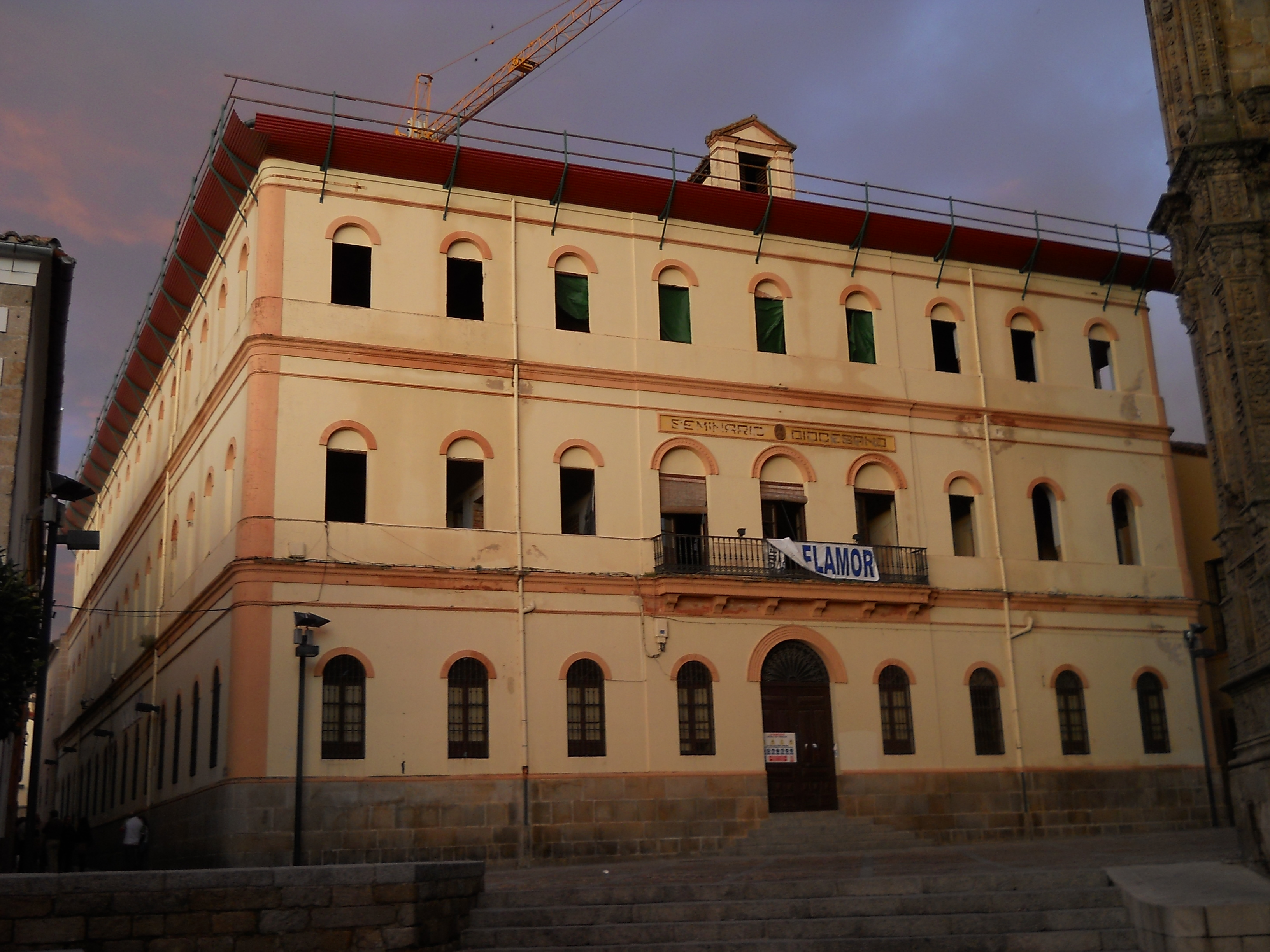
Il seminario diocesano di Plasencia.

La diocesi di Plasencia (in latino Dioecesis Placentina in Hispania) è una sede della Chiesa cattolica in Spagna suffraganea dell'arcidiocesi di Mérida-Badajoz. Nel 2021 contava 248.788 battezzati su 264.282 abitanti. È retta dal vescovo Ernesto Jesús Brotóns Tena.

## Territorio
La diocesi comprende la parte orientale della provincia di Cáceres, un lembo della provincia di Badajoz e cinque comuni in provincia di Salamanca: Béjar, Santibáñez de Béjar, Puente del Congosto, Navamorales ed El Tejado.
Sede vescovile è la città di Plasencia, dove si trovano la cattedrale nuova di Santa Maria e la cattedrale vecchia di Santa Maria.
Il territorio è suddiviso in 201 parrocchie, raggruppate in 15 arcipresbiterati: Béjar, Cabezuela del Valle, Casatejada, Don Benito, Fuentes de Béjar, Hervás, Jaraíz de la Vera, Jarandilla de la Vera, Logrosán, Miajadas, Mirabel, Navalmoral de la Mata, Navalvillar de Pela, Plasencia, Trujillo.

## Storia
La diocesi è stata eretta nel 1189 o nella prima metà del 1190, poco dopo la fondazione della città, da papa Clemente III. Originariamente era suffraganea dell'arcidiocesi di Santiago di Compostela.
Nel 1216 Béjar, contesa fra le diocesi di Avila e Plasencia, venne assegnata a quest'ultima con una bolla di papa Onorio III.
Sebbene già dal XV secolo fossero presenti dei collegi per la formazione dei sacerdoti, il seminario diocesano fu istituito il 19 luglio 1670, che fu fin dall'inizio ospitato in un ampio edificio appositamente costruito.
In seguito al concordato del 1851 entrò a far parte della provincia ecclesiastica dell'arcidiocesi di Toledo.
Nel 1958 si sono modificati i confini territoriali della diocesi, che erano immutati dal XIII secolo. Alcune parrocchie dell'arcipresbiterato di Béceda sono state cedute alla diocesi di Avila e la parrocchia di Nuestra Señora del Olmo di Aldeanueva del Camino alla diocesi di Coria-Cáceres, acquisendo da quest'ultima diocesi la parrocchia di Montemayor e le parrocchie di El Gordo, Berrocalejo, Santibáñez de Béjar, Puente del Congosto, Navamorales ed El Tejado dalla diocesi di Avila.
Il 28 luglio 1994 è diventata suffraganea dell'arcidiocesi di Mérida-Badajoz.

## Cronotassi dei vescovi
Si omettono i periodi di sede vacante non superiori ai 2 anni o non storicamente accertati.
- Bricio † (prima del 19 giugno 1190 - dopo il 15 maggio 1212 deceduto)[2]
- Domingo Velasco † (prima del 16 luglio 1212 - 22/26 gennaio 1231 deceduto)[2]
- Adán Perez de Cuenca † (prima del 21 aprile 1231 - dopo il 15 febbraio 1265 deceduto)[2]
- García de Talavera † (prima del 4 giugno 1266 - dopo il 9 ottobre 1268)[2]
- Simón ? † (1263 - 1264 o 1268 deceduto)[3]
- Pedro Fernández † (prima di luglio 1268 - dopo il 9 dicembre 1271 deceduto)[2]
- Pedro El Maestro † (prima del 27 ottobre 1272 - prima del 24 aprile 1281)[2][4]
  - Sede vacante (1281-1285)[2]
- Juan Alfonso ? † (circa 1285 - 1290 deceduto)[3]
- Diego ? † (circa 1290 - 1295 deceduto)[3]
- Domingo II Jiménez † (prima del 14 novembre 1285 - dopo il 25 maggio 1329 deceduto)[2]
- Juan † (1º agosto 1329 - 26 ottobre 1330 nominato vescovo di Palencia)
- Jimeno † (26 ottobre 1330 - 1332)
- Benito † (circa 1340 - 1343 deceduto)
- Sancho † (12 maggio 1344 - 12 maggio 1355 deceduto)
- Nicolás † (16 maggio 1356 - 1362 ? deceduto)
- Juan Guerra, O.P. † (7 giugno 1364 - 1372 deceduto)
- Pedro de Manso † (3 settembre 1372 - 1373)
- Martín † (1373 - 5 ottobre 1375 nominato vescovo di Orense)
- Pedro Martínez † (5 ottobre 1375 - 18 ottobre 1401 deceduto)
- Vicente Arias Balboa † (30 luglio 1403 - 29 luglio 1414 deceduto)
- Gonzalo de Stuñiga o Zúñiga † (18 dicembre 1415 - 2 ottobre 1422 nominato vescovo di Jaén)
- Diego Badán, O.F.M. † (2 ottobre 1422 - 1423 ritirato)
- Gonzalo de Santa María † (2 luglio 1423 - 10 agosto 1446 nominato vescovo di Sigüenza)
- Juan de Carvajal † (10 agosto 1446 - 6 dicembre 1469 deceduto)
- Rodrigo de Ávila † (29 gennaio 1470 - febbraio 1492 deceduto)
  - Sede vacante (1492-1496)
- Gutierre Álvarez de Toledo † (27 giugno 1496 - 28 agosto 1506 deceduto)
- Gómez de Toledo Solís † (22 dicembre 1508 - 1521 deceduto)
- Bernardino López de Carvajal y Sande † (20 agosto 1521 - 16 dicembre 1523 deceduto)
- Gutierre de Vargas y Carvajal † (25 maggio 1524 - 27 aprile 1559 deceduto)
- Pedro Ponce de Léon † (26 gennaio 1560 - 15 gennaio 1573 deceduto)
- Martín de Córdoba Mendoza † (4 giugno 1574 - 13 giugno 1578 nominato vescovo di Cordova)
- Francisco Tello Sandoval † (13 giugno 1578 - 8 luglio 1580 deceduto)
- Andrés de Noronha † (11 settembre 1581 - 3 agosto 1586 deceduto)
- Juan Ochoa Salazar † (7 agosto 1587 - 9 marzo 1594 deceduto)
- Pedro González Acevedo † (5 dicembre 1594 - 20 novembre 1609 deceduto)
- Enrique Enríquez, O.E.S.A. † (21 giugno 1610 - 22 gennaio 1622 deceduto)
- Sancho Dávila Toledo † (11 luglio 1622 - 6 dicembre 1625 deceduto)
- Francisco Hurtado de Mendoza y Ribera † (27 gennaio 1627 - 1630 dimesso)
- Cristóbal Lobera Torres † (2 dicembre 1630 - 21 ottobre 1632 deceduto)
- Plácido Pacheco de Haro, O.S.B. † (18 luglio 1633 - 5 ottobre 1639 deceduto)
- Diego Arce Reinoso † (8 ottobre 1640 - 3 aprile 1652 dimesso)
- Juan Coello de Ribera y Sandoval † (11 dicembre 1652 - 13 settembre 1655 deceduto)
- Francisco Guerra, O.F.M. † (3 aprile 1656 - 3 dicembre 1657 deceduto)
- Luis Crespi de Borja † (2 settembre 1658 - 12 aprile 1663 deceduto)
- Alonso Enríquez de Santo Tomás † (28 gennaio 1664 - 15 settembre 1664 nominato vescovo di Malaga)
- Diego Riquelme y Quirós † (23 febbraio 1665 - 18 maggio 1668 deceduto)
- Diego Sarmiento Valladares † (17 settembre 1668 - prima del 26 aprile 1677 dimesso)
- Juan Lozano, O.E.S.A. † (26 aprile 1677 - 3 luglio 1679 deceduto)
- Juan Álvarez Osorio † (22 gennaio 1680 - 12 marzo 1680 deceduto)
- Juan Herrero Jaraba † (17 marzo 1681 - 27 aprile 1681 deceduto)
  - Sede vacante (1681-1683)
- José Jiménez de Samaniego, O.F.M. † (24 maggio 1683 - 9 aprile 1692 deceduto)
- Juan de Villacé y Vozmediano † (13 aprile 1693 - 14 luglio 1694 deceduto)
- José González † (24 gennaio 1695 - 9 dicembre 1698 deceduto)
- Bartolomé de Ocampo y Mata † (1º giugno 1699 - 22 settembre 1703 deceduto)
- José Gregorio de Rojas y Velázquez † (7 aprile 1704 - 24 novembre 1709 deceduto)
  - Sede vacante (1709-1713)
- Bartolomé Cernuda Rico y Piñeros † (22 maggio 1713 - 15 marzo 1715 deceduto)
- Francisco Eustaquio Perea Porras † (23 settembre 1715 - 3 luglio 1720 nominato arcivescovo di Granada)
- Juan Montalbán Gómez, O.P. † (16 settembre 1720 - 12 novembre 1720 deceduto)
- Francisco Laso de la Vega Córdova, O.P. † (28 maggio 1721 - 14 luglio 1738 deceduto)
- Pedro Manuel Dávila Cárdenas † (19 dicembre 1738 - 25 giugno 1742 deceduto)
- Plácido Bailés Padilla, O.E.S.A. † (26 novembre 1742 - gennaio 1747 deceduto)
- Francisco Antonio Bustamante Jiménez † (31 luglio 1747 - 27 luglio 1749 deceduto)
- José Ignacio Rodríguez Cornejo † (23 febbraio 1750 - 4 novembre 1755 deceduto)
- Pedro Gómez de la Torre † (24 maggio 1756 - 3 agosto 1759 deceduto)
- Juan Francisco Manrique Lara † (21 aprile 1760 - 18 gennaio 1765 deceduto)
- Francisco Antonio de Lorenzana y Butrón † (5 giugno 1765 - 14 aprile 1766 nominato arcivescovo di Città del Messico)
- José González Laso Santos de San Pedro † (21 luglio 1766 - 24 gennaio 1803 deceduto)
- Lorenzo Igual Soria † (16 maggio 1803 - 14 settembre 1814 deceduto)
- Antonio Carrillo Mayoral † (10 luglio 1815 - 19 marzo 1826 deceduto)
- Cipriano Sánchez Varela † (3 luglio 1826 - 13 marzo 1848 deceduto)
  - Sede vacante (1848-1851)
- Martino Piña y Giménez † (5 settembre 1851 - 25 novembre 1851 deceduto)
- José Ávila Lamas † (27 settembre 1852 - 27 settembre 1857 nominato vescovo di Orense)
- Bernardo Conde Corral, O.Praem. † (21 dicembre 1857 - 16 marzo 1863 nominato vescovo di Zamora)
- Gregorio María López Zaragoza † (21 dicembre 1863 - 3 maggio 1869 deceduto)
  - Sede vacante (1869-1875)
- Pedro Casas y Souto † (23 settembre 1875 - 26 luglio 1906 deceduto)
- Francisco Jarrín y Moro † (6 dicembre 1906 - 3 novembre 1912 deceduto)
- Manuel Torres y Torres † (18 luglio 1913 - 4 luglio 1914 deceduto)
- Angel Regueras y López † (26 maggio 1915 - 26 ottobre 1923 nominato vescovo di Salamanca)
- Justo Rivas Fernández † (18 dicembre 1924 - 16 luglio 1930 deceduto)
  - Sede vacante (1930-1935)
- Feliciano Rocha Pizarro † (28 gennaio 1935 - 16 agosto 1945 deceduto)
- Juan Pedro Zarranz y Pueyo † (18 febbraio 1946 - 14 novembre 1973 deceduto)
  - Sede vacante (1973-1976)
- Antonio Vilaplana Molina † (17 settembre 1976 - 9 febbraio 1987 nominato vescovo di León)
- Santiago Martínez Acebes (5 gennaio 1988 - 30 ottobre 1992 nominato arcivescovo di Burgos)
- Carlos López Hernández (15 marzo 1994 - 9 gennaio 2003 nominato vescovo di Salamanca)
- Amadeo Rodríguez Magro (3 luglio 2003 - 9 aprile 2016 nominato vescovo di Jaén)
- José Luis Retana Gozalo (9 marzo 2017 - 15 novembre 2021 nominato vescovo di Ciudad Rodrigo e di Salamanca)[5]
- Ernesto Jesús Brotóns Tena, dal 16 luglio 2022

## Statistiche
La diocesi nel 2021 su una popolazione di 264.282 persone contava 248.788 battezzati, corrispondenti al 94,1% del totale.
| anno | popolazione | popolazione | popolazione | presbiteri | presbiteri | presbiteri | presbiteri                | diaconi | religiosi | religiosi | parrocchie |
| anno | battezzati  | totale      | %           | numero     | secolari   | regolari   | battezzati per presbitero | diaconi | uomini    | donne     | parrocchie |
| ---- | ----------- | ----------- | ----------- | ---------- | ---------- | ---------- | ------------------------- | ------- | --------- | --------- | ---------- |
| 1950 | 334.000     | 335.000     | 99,7        | 225        | 200        | 25         | 1.484                     |         | 45        | 450       | 168        |
| 1970 | 325.000     | 325.000     | 100,0       | 307        | 261        | 46         | 1.058                     |         | 111       | 665       | 166        |
| 1976 | 310.000     | 310.000     | 100,0       | 228        | 188        | 40         | 1.359                     |         | 70        | 532       | 204        |
| 1990 | 268.000     | 273.100     | 98,1        | 200        | 170        | 30         | 1.340                     |         | 49        | 466       | 201        |
| 1999 | 271.646     | 273.687     | 99,3        | 201        | 170        | 31         | 1.351                     |         | 44        | 416       | 201        |
| 2000 | 270.915     | 271.720     | 99,7        | 210        | 166        | 44         | 1.290                     |         | 56        | 419       | 201        |
| 2001 | 271.026     | 274.644     | 98,7        | 189        | 158        | 31         | 1.434                     |         | 51        | 406       | 201        |
| 2002 | 270.494     | 274.561     | 98,5        | 204        | 173        | 31         | 1.325                     |         | 48        | 433       | 201        |
| 2003 | 270.463     | 275.793     | 98,1        | 180        | 172        | 8          | 1.502                     |         | 27        | 435       | 201        |
| 2004 | 266.724     | 272.654     | 97,8        | 179        | 171        | 8          | 1.490                     |         | 38        | 408       | 201        |
| 2013 | 270.100     | 279.100     | 96,8        | 172        | 155        | 17         | 1.570                     |         | 44        | 349       | 200        |
| 2016 | 261.853     | 273.172     | 95,9        | 177        | 160        | 17         | 1.479                     |         | 31        | 329       | 200        |
| 2019 | 246.869     | 266.947     | 92,5        | 170        | 150        | 20         | 1.452                     |         | 40        | 300       | 201        |
| 2021 | 248.788     | 264.282     | 94,1        | 181        | 162        | 19         | 1.374                     |         | 33        | 296       | 201        |